# تاريخ الصحافة الفلسطينية

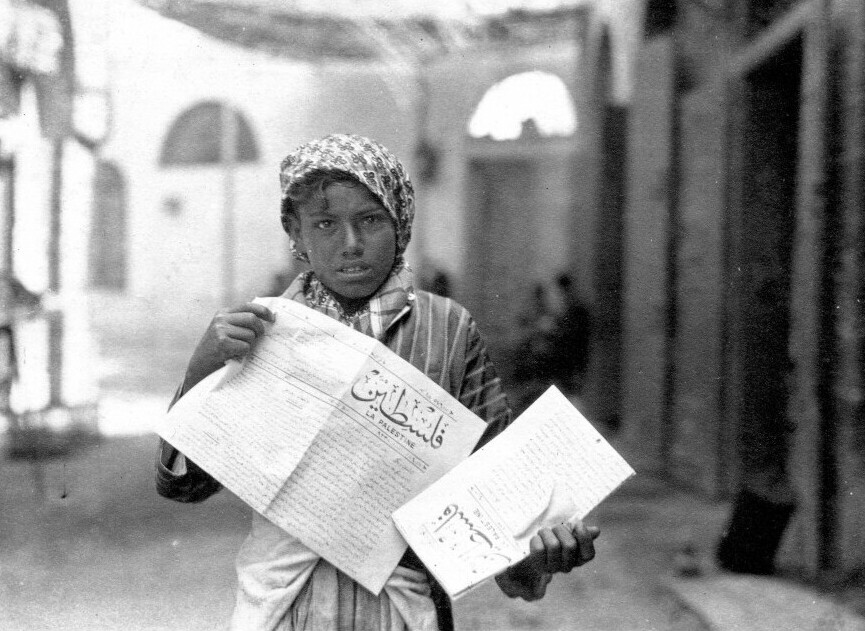
بائعة فلسطينية متجولة تبيع نسخاً من صحيفة فلسطين في يافا، فلسطين الانتدابية، 1921

يرجع تاريخ الصحافة الفلسطينية إلى أوائل القرن العشرين. فبعد رفع الرقابة على الصحافة في الدولة العثمانية في 1908، بدأت الصحف الناطقة باللغة العربية في فلسطين بالظهور، والتي عبرت منذ أيامها الأولى عن التطلعات العربية، وعارضت الصهيونية وبدأت في استخدام مصطلحي «فلسطين» و«فلسطينيين» بتزايد. وقد تجلى ذلك بوضوح في إنشاء جريدة الكرمل في 1908 وفلسطين في 1911، وكلاهما من إصدار المسيحيين العرب. ومع ذلك، سرعان ما قُمعت الصحافة الناشئة بعد اندلاع الحرب العالمية الأولى في 1914.
عندما وقعت فلسطين تحت الانتداب البريطاني في 1920، أصبحت صحافتها أكثر تنوعاً، حيث صدرت أكثر من 250 صحيفة عربية و65 صحيفة بلغات أخرى في فلسطين الانتدابية بحلول منتصف الثلاثينيات. بدأ البريطانيون في فرض إجراءات تقييدية بعد 1929، وأوقفوا العديد من المطبوعات الرئيسية خلال الثورة العربية 1936-1939. ولما اندلعت الحرب العالمية الثانية في 1939، أغلقت السلطات البريطانية جميع الصحف تقريباً، باستثناء صحيفتي فلسطين والدفاع اللتين ميز تنافسهما فترة الانتداب.
وأجبرت حرب فلسطين 1948 صحيفة فلسطين وجريدة الدفاع على الانتقال من يافا إلى القدس الشرقية، والتي أصبحت مع صحيفة الجهاد جزءاً من الصحافة الأردنية لسنوات طويلة. أصدر الأردن قانوناً جديداً للصحافة في أوائل 1967، والذي فرض دمج الصحف، فيما عدا جريدة القدس ومقرها القدس الشرقية. أدى احتلال إسرائيل للضفة الغربية وقطاع غزة في أعقاب حرب 1967 إلى إخضاع الصحافة الفلسطينية للرقابة العسكرية الإسرائيلية، والتي استمرت حتى إنشاء السلطة الفلسطينية في 1993. تشمل الصحف الثلاث الرئيسية المتداولة في الأراضي الفلسطينية اليوم إلى جانب صحيفة القدس؛ صحيفتي الحياة الجديدة والأيام ومقرهما رام الله.
وقد شهد الصحافيون الفلسطينيون الذين يغطون تقاريرهم من الأراضي المحتلة قيوداً ومخاطر، خاصة خلال الانتفاضة الأولى والثانية اللتين بدأتا في عامي 1987 و2000 على التوالي، إلى جانب الحرب الفلسطينية الإسرائيلية الدائرة. شهد عام 2023 أعداداً قياسية من الصحافيين الفلسطينيين الذين اعتقلوا وقتلوا على يد الجيش الإسرائيلي. أعطى ظهور الإنترنت في التسعينيات للفلسطينيين منصة جديدة لمشاركة روايتهم، مثل إنشاء موقع بالستاين كرونيكل وموقع الانتفاضة الإلكترونية باللغة الإنجليزية، وشبكة قدس الإخبارية ووكالة شهاب للأنباء. منذ ذلك الحين، واجهت الصحف المطبوعة تحدياً بسبب ظهور مثل هذه الصحافة الرقمية وصحافة المواطن، والتي واجهت حملة «رقابة منهجية» من قبل بعض مواقع التواصل الاجتماعي، مثل فيسبوك.

## الصحافة المطبوعة

### خلفية تاريخية

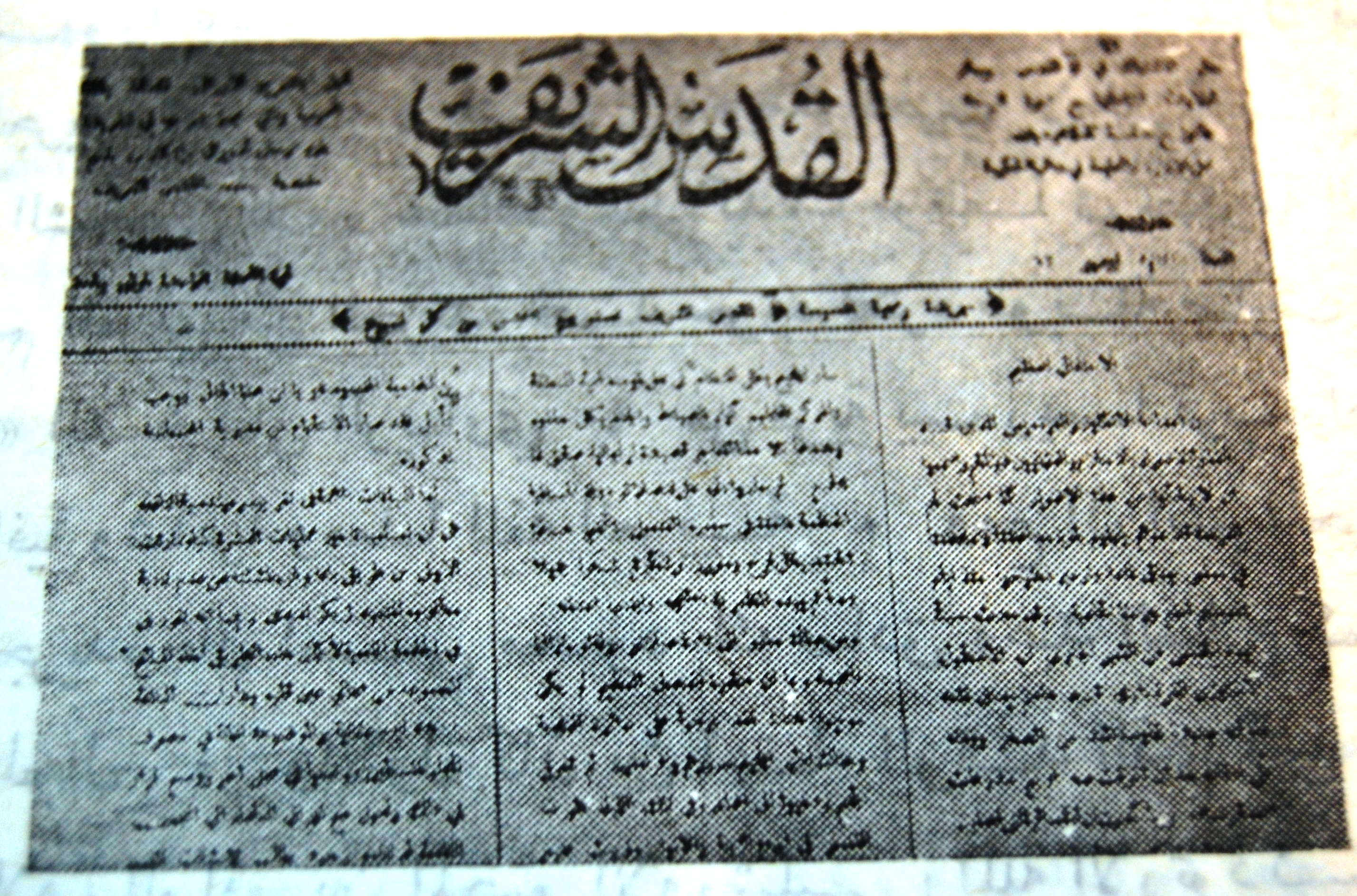
«القدس الشريف» أول جريدة وقائع فلسطينية (1867–1908)، كتبت باللغتين العربية والتركية العثمانية.

كان هناك عدة عوامل وراء تأخر ظهور الصحافة العربية والفلسطينية. كانت إحدى العقبات الرئيسية هي حظر الدولة العثمانية لآلة الطباعة منذ اختراعها في القرن الخامس عشر حتى منتصف القرن الثامن عشر، وحظر استخدامها العام حتى منتصف القرن التاسع عشر. بدأ استخدام آلة الطباعة في فلسطين، من قبل المؤسسات المسيحية لإنتاج المطبوعات الدينية، أولاً من قبل الكنيسة الفرنسيسكانية في القدس في 1846، وتبعتها بعد ذلك الكنيستان الأرمنية واليونانية. ظهرت أولى الصحف اليومية الخاصة الناطقة باللغة العربية في الولايات العربية التابعة للدولة العثمانية، والتي تمتعت بدرجات متفاوتة من الاستقلال الذاتي، في بيروت (1873) والقاهرة (1875). وبحلول 1908، كانت مصر تفتخر بإصدار 627 مطبوعة بلغ توزيعها حوالي 100 ألف نسخة.
وكانت الصحيفة الوحيدة التي صدرت في فلسطين هي جريدة اسمها «القدس الشريف» في 1876، مكتوبة باللغتين العربية والتركية العثمانية، وحررها الشيخ علي الريماوي وعبد السلام كمال على التوالي. لكنها أُغلقت بعد فترة وجيزة وأعيد افتتاحها في 1903. ولم تعاود الدوريات العربية الظهور في فلسطين إلا بعد ثورة تركيا الفتاة في 1908، التي رفعت الرقابة على الصحافة في الدولة العثمانية. ظهرت حوالي خمسة عشر مطبوعة في ذلك العام، ونُشر عشرين مطبوعة أخرى قبل بداية الحرب العالمية الأولى في 1914. كما نُشر ما يقرب من 180 مطبوعة أخرى أثناء الانتداب البريطاني على فلسطين (1920-1948). لكن إصدار الصحف كان أسهل من استدامتها، إذ استمرت معظم هذه الصحف لفترة قصيرة من الزمن، خاصة في ظل المنافسة مع الصحف عالية الجودة من بيروت والقاهرة، مثل صحيفة الأهرام المصرية.

### الفترة العثمانية (1908–1916)
كان هناك ثلاث من الصحف الفلسطينية الرائدة في فترة ما قبل الحرب العالمية الأولى؛ صحيفة القدس التي أنشأها جورجي حبيب حنانيا في القدس في سبتمبر 1908 والكرمل (انسبة إلى جبل الكرمل) في حيفا على يد نجيب نصار في ديسمبر 1908 وفلسطين على يد أبناء العمومة عيسى العيسى ويوسف العيسى في يافا في يناير 1911. أعربت هذه الصحف الثلاث عن التطلعات العربية وأصدرها مسيحيون فلسطينيون، مما يدل على الدور المبكر الذي لعبوه في القومية العربية. وعلى وجه الخصوص، كانتا الكرمل وفلسطين معارضتين للصهيونية. في هذه الفترة المبكرة، استًخدم مصطلحي «فلسطين» و«الفلسطينيين» بتزايد من قبل الصحافة.
- القدس (1908–1914)
- الكرمل (1908–1944)
- فلسطين (1911–1967)

اعتبرت هذه الصحف العربية الفلسطينية المبكرة اليهود العثمانيين رعايا مخلصين للدولة العثمانية، لكنها أدانت الصهيونية، وتزايد خوفها منها بسبب موجات المهاجرين اليهود الأوروبيين إلى فلسطين، الذين بنوا مستوطنات تعتمد على العمالة اليهودية وتستبعد العمالة العربية. وهكذا، بدأ المحررون العرب حملة توعية عامة، مُحذرين من أنه بمجرد تحقيق المشروع الصهيوني، ستضيع الأغلبية العربية وأراضيها في فلسطين. كان أحد المواضيع الشائعة في الصحافة خلال هذه الفترة المبكرة هو النقد الموجه نحو المهاجرين اليهود الأوروبيين الذين فشلوا في الاندماج، أو عناء تعلم اللغة العربية. وقد فضل المحررون العرب رفع هذه القضية إلى اهتمام الجمهور بدلاً من السلطات العثمانية، حتى يصبح الجمهور نشطاً في منع بيع الأراضي لليهود، مما سيؤدى إلى طرد الفلاحين العرب، وخسارتهم لأعمالهم فيما بعد.

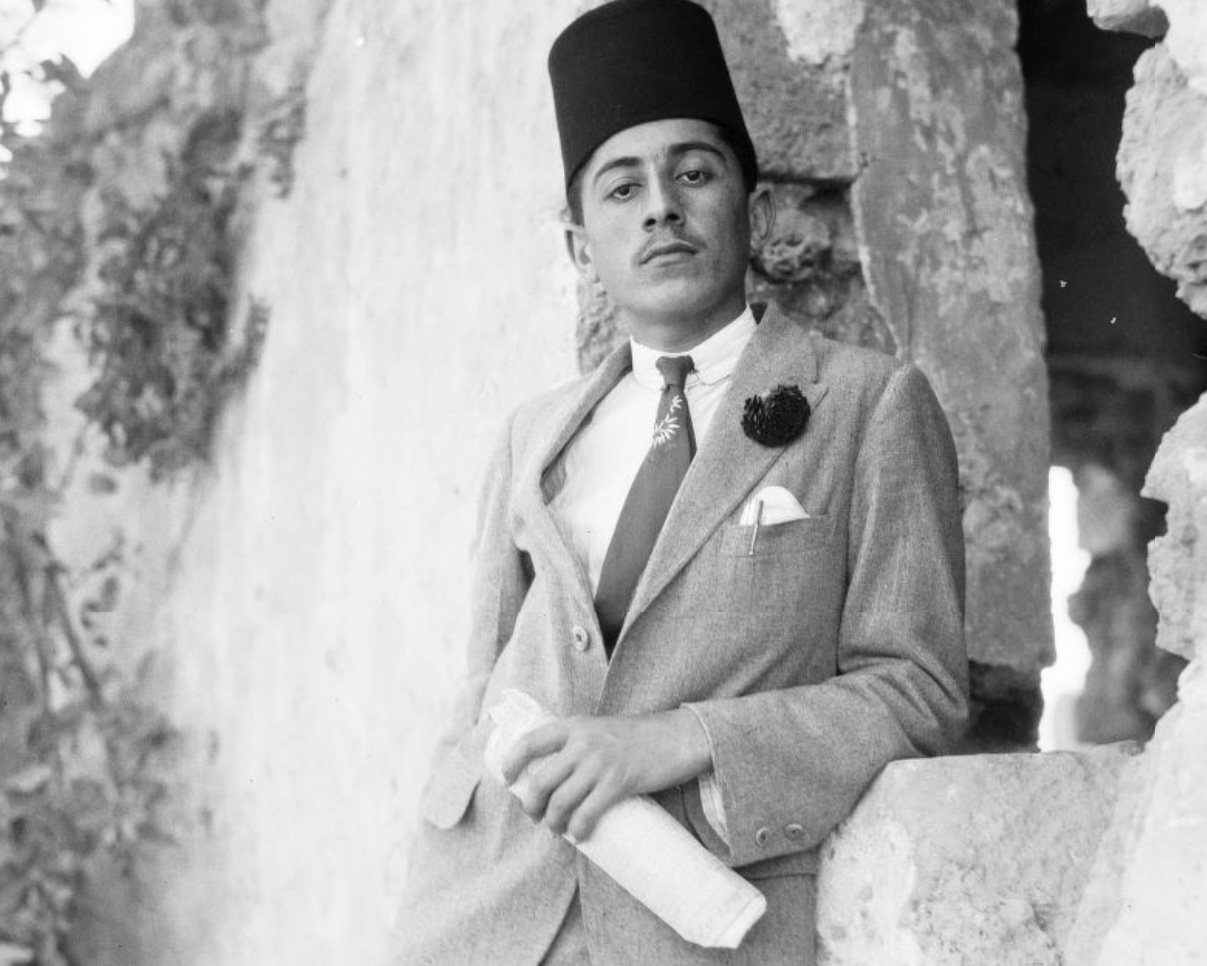
رجل عربي فلسطيني يحمل صحيفة مطوية، 1921

كان عدد قراء الصحف في هذه الفترة المبكرة محدوداً، لكنه كان في توسع. وكانت معدلات معرفة القراءة والكتابة منخفضة نسبياً؛ ومع ذلك، تأسست مراكز اجتماعية، مثل المكتبات ومقاهى المدينة ودور ضيافة القرى، حيث يقرأ الرجال مقالات من الصحف بصوت عالٍ ويشاركون في المناقشات السياسية. كانت «فترات الاستراحة لقراءة الصحف» مُتاحة في بعض المصانع. كما سُجلت حالات أرسلت فيها الصحف نسخة من صحيفتها إلى القرى المجاورة، ألا وهي صحيفة فلسطين. وكثيراً ما أعيد طبع مقالات من فلسطين والكرمل في صحف محلية ووطنية أخرى في بيروت ودمشق والقاهرة.

### فترة الانتداب (1917-1948)
تعرضت الصحافة الفلسطينية للقمع بسبب اندلاع الحرب العالمية الأولى في 1914، ولم يُعَدْ إصدار سوى صحيفتين رئيسيتين من الفترة العثمانية خلال الانتداب البريطاني، هما الكرمل وفلسطين. خلال فترة الانتداب، أصبحت الصحافة أكثر تنوعاً مما كانت عليه في الفترة العثمانية، وعكست الفصائل السياسية المختلفة والوعي الوطني. ووفقاً لأحد الدراسات الاستقصائية التي أجريت في منتصف ثلاثينيات القرن العشرين، كان هناك أكثر من 250 صحيفة عربية و65 صحيفة بلغات أخرى تُصدر في فلسطين الانتدابية. اعتمد البريطانيون قانون الصحافة العثماني الذي فرض على الصحف ترخيص امتيازاتها وتقديم ترجمات أعمالها إلى السلطات؛ ومع ذلك، لم يتدخل البريطانيون في الصحافة حتى اشتباكات ثورة البراق في فلسطين في 1929 بين العرب واليهود. أدت أحداث ذلك العام إلى تعاظم الحس القومي في الصحف العربية، وغير البريطانيون موقفهم المتسامح في البداية إلى نهج أكثر تقييداً.

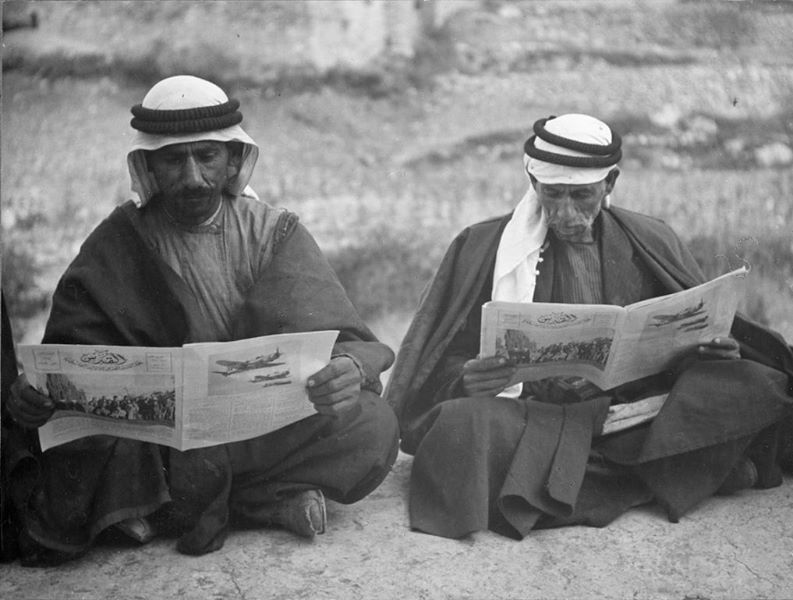
رجال عرب فلسطينيون يقرأون مجلة هنا القدس، القدس، فلسطين الانتدابية في 1940

وكانت معظم هذه الصحف تصدر أسبوعياً، ويتزايد عدد النسخ الموزعة تدريجياً. وبينما وزعت معظم الصحف مئات النسخ خلال الفترة العثمانية، ارتفع هذا الرقم إلى 1000-1500 خلال فترة الانتداب في عشرينيات القرن الماضي. وكانت جريدة فلسطين، وهي الصحيفة الفلسطينية الأكثر شعبية، قد باعت في نهاية العشرينيات من القرن الماضي حوالي 3,000 نسخة لكل عدد. وفي القدس، صدرت عشرون صحيفة، أبرزها «مرآة الشرق» لبولص شحادة، المسيحي الفلسطيني، في سبتمبر 1919؛ و«الجامعة العربية»، التي كانت صوت المجلس الإسلامي الأعلى في فلسطين، بقلم منيف الحسيني في ديسمبر 1927. وصدرت حوالي ست صحف في يافا، بالإضافة إلى فلسطين؛ واثني عشر في حيفا؛ وبعضها الآخر في بيت لحم وغزة وطولكرم.
أصبحت صحيفة فلسطين أول صحيفة فلسطينية تنجح في ترسيخ نفسها كصحيفة يومية في أكتوبر 1929، بعد شهر من بدء نشر طبعة أسبوعية باللغة الإنجليزية. ويعتبر تأسيس صحيفة الدفاع في أبريل 1934 حدثاً بارزاً في تاريخ الصحافة الفلسطينية خلال فترة الانتداب، إذ تمكنت من استقطاب صحافيين محترفين من عدة دول عربية. وقد نشأ تنافس بين هاتين الصحيفتين اليوميتين الكبيرتين، فلسطين والدفاع، اللتين شهدتا تطوراً في جودتهما. وسعت صحيفة الدفاع قراءها إلى المجتمعات الريفية والمسلمة، فصورت نفسها كثقل موازن لصحيفة فلسطين المملوكة للمسيحيين. بينما هدفت صحيفة فلسطين إلى إظهار أنها تخدم الأمة بأكملها من خلال تسليط الضوء على مدى استمتاع غير المتعلمين بقراءة جريدتها، في انتقاد ضمني لجريدة الدفاع التي أصبحت تعتمد على المثقفين ذوي أسلوب الكتابة المعقد. فيما وجدت العديد من الصحف الأسبوعية صعوبة في التنافس مع هاتين الصحيفتين اليوميتين.
- فلسطين (1911–1967)
- الدفاع (1934–1971)

صدرت صحيفتين بارزتين في يافا؛ هما «الجامعة الإسلامية» في 1932 و«الدفاع» في 1934، والتي كانت مرتبطة بحزب الاستقلال وذلك إبان ثلاثينيات القرن العشرين. كما صدرت صحيفة «اللواء» في القدس في 1934 على يد جمال الحسيني، زعيم الحزب العربي الفلسطيني. وكان العديد من محرري وأصحاب الصحف أعضاء بالمثل في المنظمات السياسية، واستخدموا منشوراتهم لحشد الجمهور.

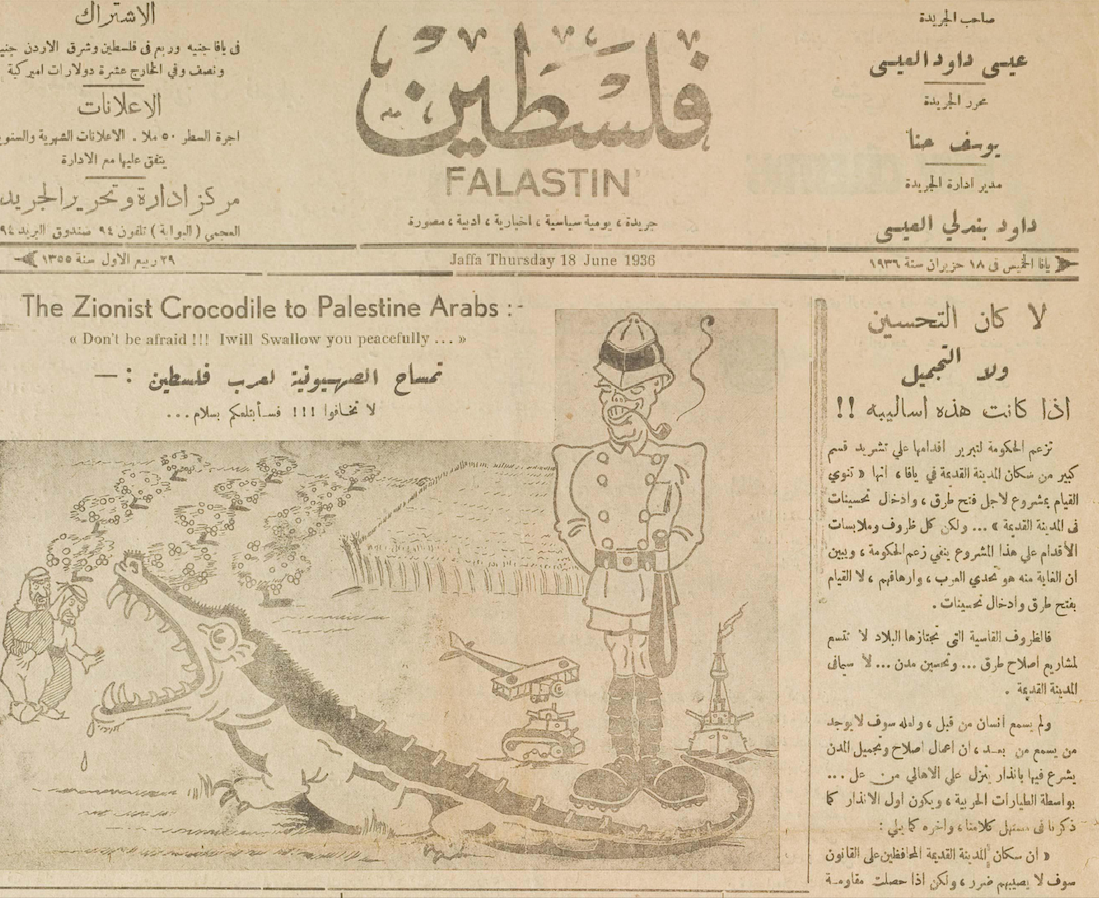
كاريكاتير نشرته صحيفة فلسطين خلال الثورة العربية في فلسطين 1936-1939، يُظهر الصهيونية كالتمساح تحت حماية ضابط بريطاني، قائلاً: «لا تخافوا!!! سأبتلعكم بسلام.... ».

أصدرت السلطات البريطانية قانون المطبوعات الجديد ولوائح أخرى في 1933 أعطتها سلطة إيقاف الصحف ومعاقبة الصحافيين، مما أدى إلى تقييد حرية الصحافة. ونتيجة لذلك، كثفت الصحافة من استخدام أسلوب الكتابة العامية، خاصةً خلال الثورة العربية في فلسطين 1936-1939. أوقفت العديد من الصحف الرئيسية لفترات طويلة بين عامي 1937 و1938، بما في ذلك فلسطين والدفاع واللواء. كما أُعلنت الأحكام العرفية بعد اندلاع الحرب العالمية الثانية في 1939، وأغلق البريطانيون جميع الصحف تقريباً، باستثناء صحيفة فلسطين والدفاع، وذلك بسبب نشر الأخبار الخاضعة للرقابة وتبني مواقف أكثر اعتدالاً.

### الفترة الأردنية (1948-1967)
أجبرت حرب 1948 جريدتا فلسطين والدفاع على الانتقال من يافا إلى القدس الشرقية، التي ضمها الأردن مع الضفة الغربية في 1950. وتأسست صحيفة أخرى تسمى الجهاد في القدس الشرقية في 1953. وهكذا أصبحت هذه الصحف الثلاث التي تصدر في القدس الشرقية تُمثل الصحافة الأردنية لسنوات عديدة.
- فلسطين (1911–1967)
- الدفاع (1934–1971)
- الجهاد (1953–1967)

صدر عدد من الصحف التابعة لأحزاب سياسية التي ظهرت في الأردن خلال خمسينيات القرن الماضي منها: صحيفة الراية التابعة لحزب التحرير في 1953 والتي توقف إصدارها بعد 13 إصداراً وجريدة البعث التابع لحزب البعث العربي الاشتراكي الأردني، والتي استمرت من 1949 إلى 1954. وحظر قانون مقاومة الشيوعية الصادر عام 1953 المطبوعات اليسارية للحزب الشيوعي الأردني. علاوة على ذلك، أدت الدعاية المناهضة للأردن في الصحف المصرية خلال الخمسينيات إلى حظرها في البلاد.
أصدرت حكومة وصفي التل الأردنية قانوناً جديداً للصحافة والمطبوعات في أوائل 1967، والذي أجبر جريدتي الدفاع والجهاد على الاندماج لإنتاج جريدة القدس في القدس (تجنب الخلط بينها مع الجريدة التي كانت تحمل نفس الاسم بين 1908-1914)؛ وأيضاً اندماج «فلسطين» و«المنار» لإنتاج «الدستور» في عمان؛ ولا تزال هاتان الصحيفتان تُصدران حتى يومنا هذا. توقف إصدار صحيفتي الدستور والدفاع لفترة وجيزة خلال شهر أيلول الأسود في 1970 بعد نشر بيان لمنظمة التحرير الفلسطينية يلقي باللوم على الحكومة الأردنية في الصراع. ونتيجة لأحداث أيلول الأسود وانخفاض أجور الصحافيين، انتقل العديد من المهنيين الفلسطينيين الأصل إلى دول الخليج العربي.

### الفترة الحالية (1967 - حالياً)
شهدت حرب 1967 احتلال إسرائيل للضفة الغربية وقطاع غزة. وفي ظل الاحتلال الإسرائيلي، خضعت الصحف الفلسطينية للرقابة العسكرية الإسرائيلية، وعانت من صعوبات مالية. وكان يُصدر في الأراضي المحتلة 22 صحيفة و20 مجلة بين عامي 1967 و1987، مما أعطى الأولوية للقضايا الناجمة عن الاحتلال الإسرائيلي عن المواضيع الثقافية والاجتماعية والفنية. وشهد اندلاع الانتفاضة الأولى ضد الاحتلال في 1987 زخماً إعلامياً عالمياً لفترات طويلة، مما أدى إلى توظيف صحافيين فلسطينيين طموحين. كما بدأت الصحف العربية الخاصة تظهر في الناصرة من إصدار عرب 48، بما في ذلك الصنارة وكل العرب وفي عامي 1983 و1987 على التوالي.

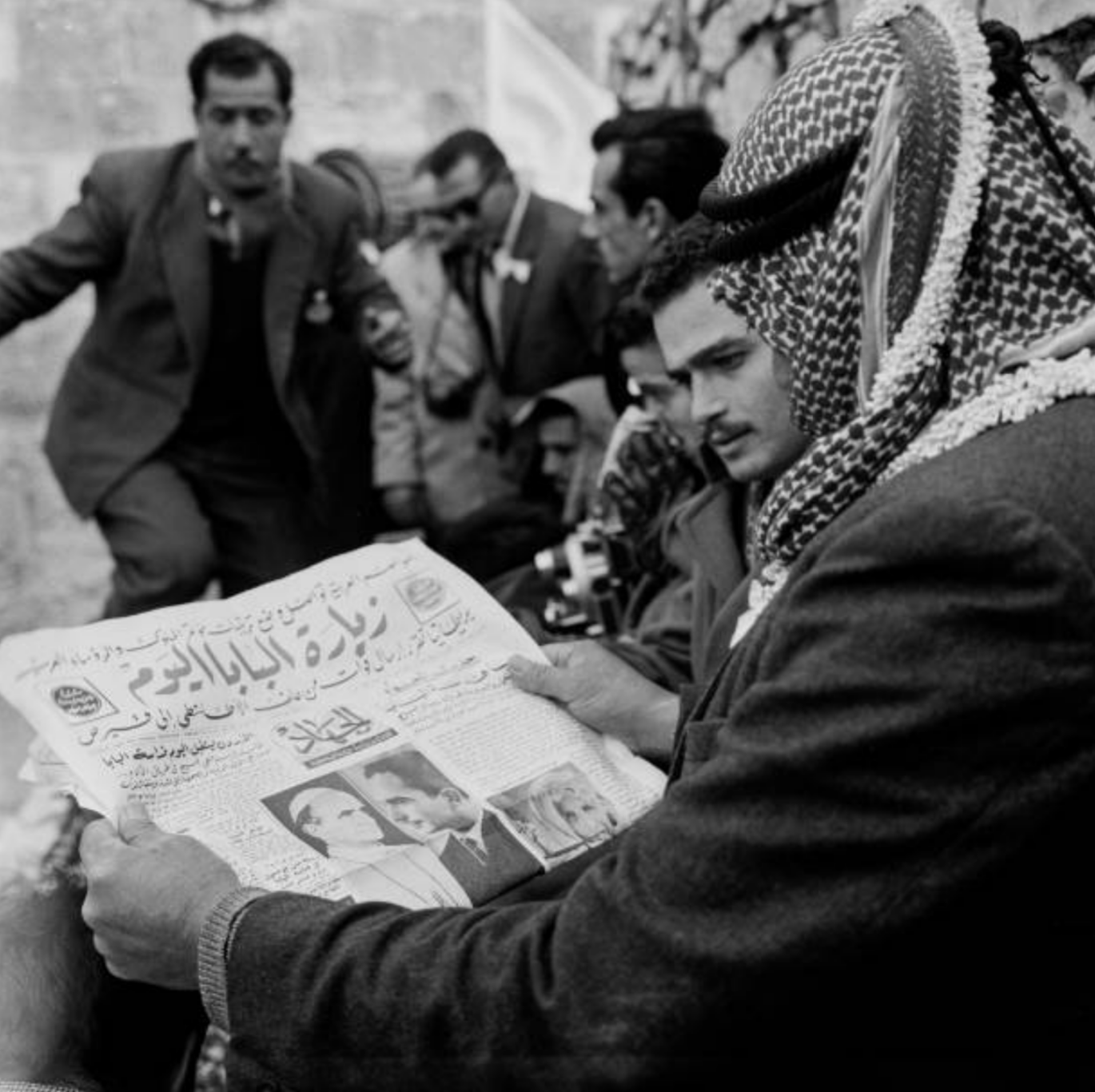
جندي أردني يقرأ تقرير صحيفة الجهاد عن زيارة البابا بولس السادس للأردن في القدس الشرقية في 1964.

في أعقاب عملية السلام، وبالتحديد اتفاقيات أوسلو 1993، تأسست السلطة الوطنية الفلسطينية في ذلك العام، مما وضع حداً للرقابة العسكرية الإسرائيلية، عندما حل قانون الصحافة الفلسطيني محل اللوائح العسكرية الإسرائيلية. وفي وقت لاحق، تأسست العديد من الصحف مثل «الحياة الجديدة» ومقرها رام الله في 1994، و«الأيام» في 1995. غطت الصحف الجديدة موضوعات تتضمن نقاشات حول حقوق المرأة، وجرائم الشرف، وانتقاد العادات الاجتماعية. كما سمح رفع الرقابة العسكرية الإسرائيلية للفلسطينيين بتصاعد مطالبهم حول حق العودة.
تُمثل صحف القدس والحياة الجديدة والأيام الصحف الثلاث الرئيسية المتداولة في الأراضي الفلسطينية اليوم. وعلى الرغم من أن صحيفة القدس مملوكة للقطاع الخاص، فإنها لا تزال مرتبطة بالسلطة الفلسطينية، وكل من صحيفتي الأيام والحياة الجديدة تابعتان بالكامل للسلطة الفلسطينية. كما تصدر صحيفتان في قطاع غزة الذي تسيطر عليه حركة حماس هما: «فلسطين» التي تأسست في 2006 و«الرسالة». وتنشر جماعات أخرى مثل حركة الجهاد الإسلامي في فلسطين صحيفة الاستقلال الخاصة بها، بينما تنشر الجبهة الديمقراطية لتحرير فلسطين صحيفة المسار.
يوجد أكثر من 50 صحيفة إلكترونية وصحيفة ورقية متداولة في فلسطين اعتباراً من 2021. تعاني الصحافة في فلسطين اليوم من القيود التي يفرضها قانون الجرائم الإلكترونية الصادر عن السلطة الفلسطينية في 2017.

### المحفوظات

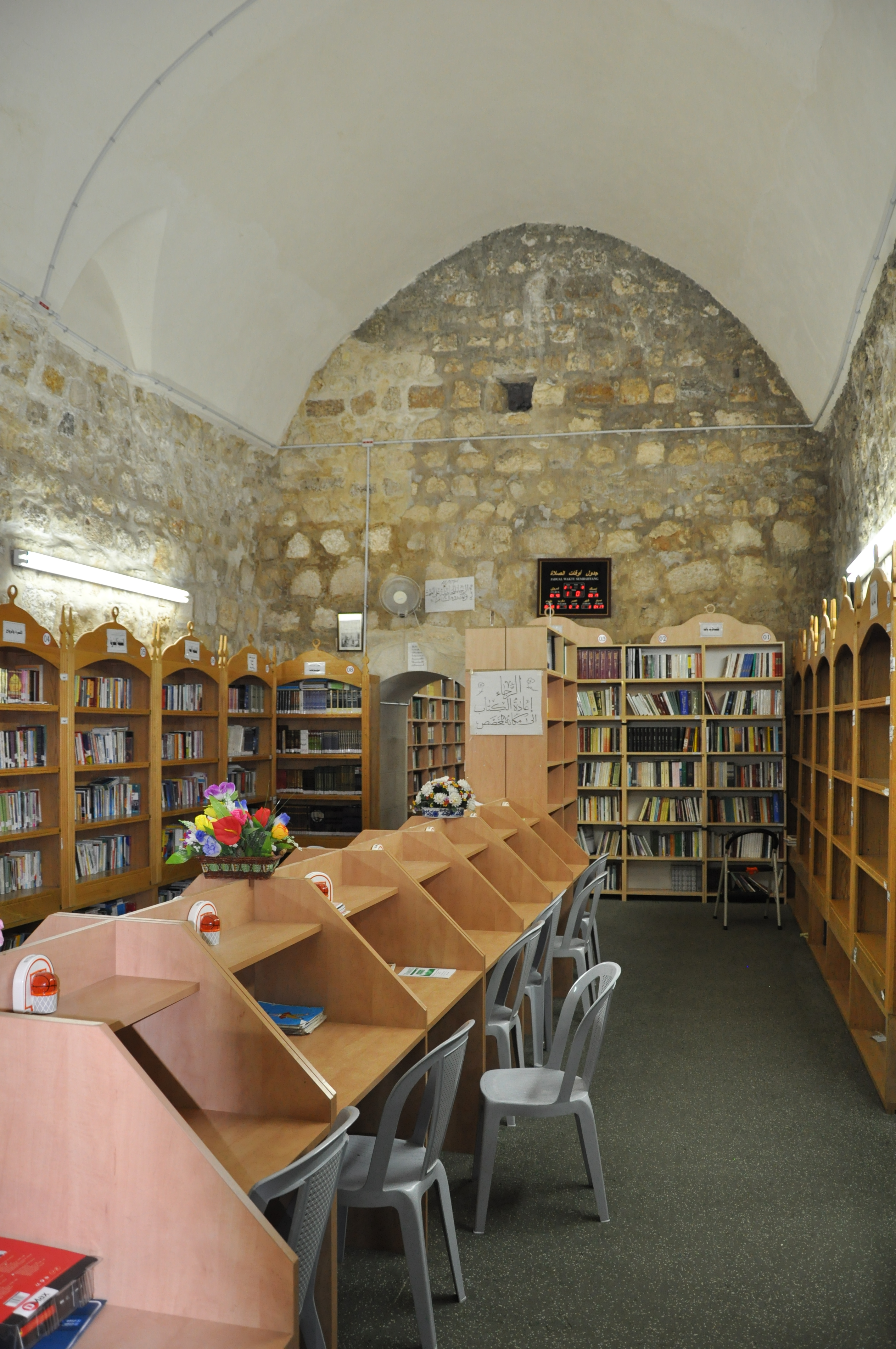
الجزء الداخلي من المكتبة الختنية، وهي جزء من منظومة مكتبة المسجد الأقصى

تضم مكتبة المسجد الأقصى الواقعة في البلدة القديمة بالقدس الشرقية في الضفة الغربية المحتلة، أكثر من سبعين صحيفة ومجلة وجريدة عربية منشورة في فلسطين، بالإضافة إلى تلك التي صدرت في دول عربية أخرى ومن قبل الجاليات العربية في أوروبا، وأمريكا الجنوبية والشمالية. تحتفظ المكتبة في بعض الحالات بالنسخة الوحيدة المتوفرة في المنطقة. كما أن هناك مجموعة جرائد للصحف العربية في الفترتين العثمانية والبريطانية موجودة في المكتبة الوطنية الإسرائيلية ومتاحة على الإنترنت.

### التأريخ
كتب المؤرخ الفلسطيني الأمريكي رشيد خالدي في كتابه المعنون حرب المائة عام على فلسطين:
```
«
إحدى الآفاق الرحبة لتصورات الفلسطينيين عن أنفسهم وفهمهم للأحداث بين الحروب هي الصحافة الفلسطينية. وكانت صحيفتان، هما: 
فلسطين
، الصادرة عن 
عيسى العيسى
 في يافا، 
والكرمل
، التي يصدرها في حيفا 
نجيب نصار
، من معاقل الوطنية المحلية، ومنتقدي الوفاق الصهيوني البريطاني والخطر الذي يشكله على الأغلبية العربية في فلسطين. وكانتا من أكثر المنارات تأثيراً في فكرة 
الهوية الفلسطينية
.
»
```

## الصحافة الرقمية وصحافة المواطن
واجهت الصحف الورقية تحدياً نتيجة ظهور الصحافة الرقمية وصحافة المواطن. فقد أدى ظهور الإنترنت في التسعينيات إلى منح الفلسطينيين منصة جديدة لمشاركة روايتهم رقمياً، والتي اعتقدوا أن وسائل الإعلام الرئيسية تتجاهلها. فانطلق موقع «الوقائع الفلسطينية» على يد رمزي بارود، وهو فلسطيني أمريكي، في 1999. وبعد عام من اندلاع الانتفاضة الثانية، أسس علي أبو نعمة، وهو أمريكي فلسطيني آخر، وآخرون موقع الانتفاضة الإلكترونية باللغة الإنجليزية ومقره شيكاغو، مستهدفاً الجماهير الغربية. بينما تأسست وكالة شهاب للأنباء في 2007 وشبكة قدس الإخبارية في 2013، حيث توفر محتوى بالعربية، وأحياناً الإنجليزية، لجماهير الشباب والعالم على وسائل التواصل الاجتماعي، وتجذب ملايين المتابعين.
كما يصور المواطنون الشباب الفلسطينيون ويصنعون ويوزعون مقاطع فيديو تظهر عنف المستوطنين الإسرائيليين، والانتهاكات العسكرية الإسرائيلية، وواقع العيش تحت الاحتلال الإسرائيلي. ووثقت هيومن رايتس ووتش حملة «رقابة ممنهجة» من قبل شركات التواصل الاجتماعي مثل ميتا بلاتفورمز، التي تمتلك فيسبوك وإنستغرام، والتي استهدفت حسابات الناشطين الفلسطينيين، بما في ذلك الصحافيين، من خلال الحظر والحد من وصول محتواها.
شهدت الحرب الفلسطينية الإسرائيلية المستمرة، والتي بدأت في 7 أكتوبر 2023، زيادة حادة في متابعات وسائل التواصل الاجتماعي للصحافيين الفلسطينيين المقيمين في قطاع غزة، بما في ذلك معتز عزايزة وبلستيا العقاد، الذين ازدادت حساباتهم، خاصة على إنستغرام، بملايين من المتابعين بسبب توثيقهم للحرب حيث لم يُسمح إلا لعدد قليل جداً من الصحافيين الأجانب بدخول القطاع.

## الصحافة الإذاعية

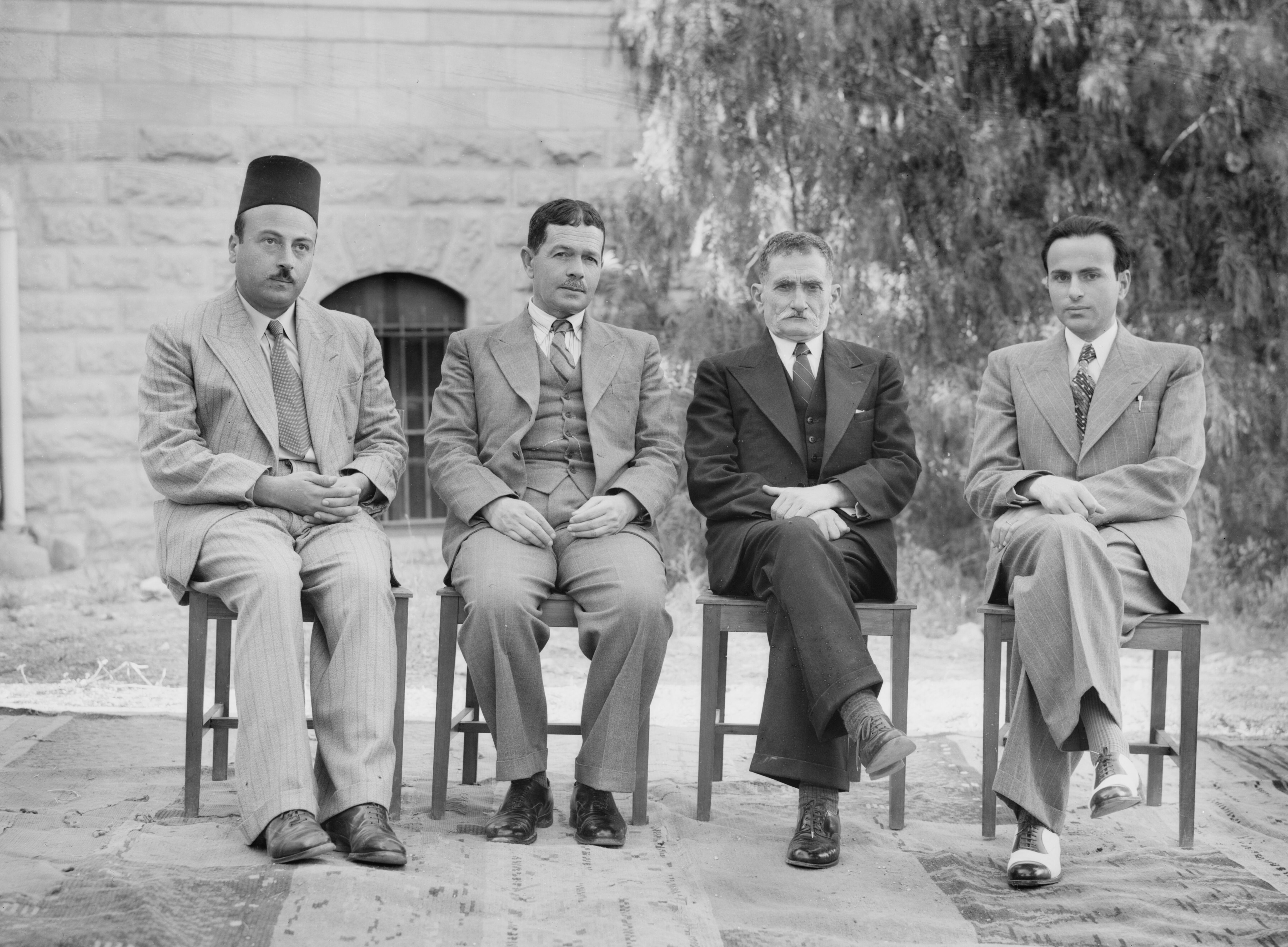
طاقم العمل العربي الفلسطيني في استوديوهات خدمة الإذاعة الفلسطينية في القدس، فلسطين الانتدابية في 1941

أنشأت السلطات البريطانية أول محطة إذاعية في المنطقة باسم خدمة الإذاعة الفلسطينية في 1936 للتنافس مع الصحافة الورقية المسيسة. وكانت استوديوهاتها في القدس، بينما كان البرج ومحطة الإرسال في رام الله. وبثت برامجها باللغات العربية والإنجليزية والعبرية. استولت العصابات الصهيونية على الاستوديوهات في القدس خلال حرب فلسطين في 1948، بينما تولت الأردن إدارة البرج ومحطة الإرسال في رام الله، وأضافت استوديو وأطلقت خدمة الإذاعة الهاشمية في جميع أنحاء إدارتها للضفة الغربية حتى 1967.
حظرت إسرائيل البث في الأراضي المحتلة بعد احتلالها الضفة الغربية وقطاع غزة في 1967، والتي ظلت دون محطة تلفزيونية أو إذاعة وطنية حتى التسعينيات. سمح توقيع اتفاقيات أوسلو في 1993 لأول مرة للسلطة الفلسطينية المنشأة حديثاً بالوصول إلى عشرة ترددات إف إم، وأدى إلى إنشاء هيئة الإذاعة الفلسطينية في ذلك العام، بما في ذلك محطة إذاعة صوت فلسطين التابعة لهيئة الإذاعة والتلفزيون. أدى فوز حماس في الانتخابات التشريعية الفلسطينية في 2006 إلى إنشاء قناة الأقصى ومحطتها الإذاعية صوت الأقصى.

## سلامة الصحافيين

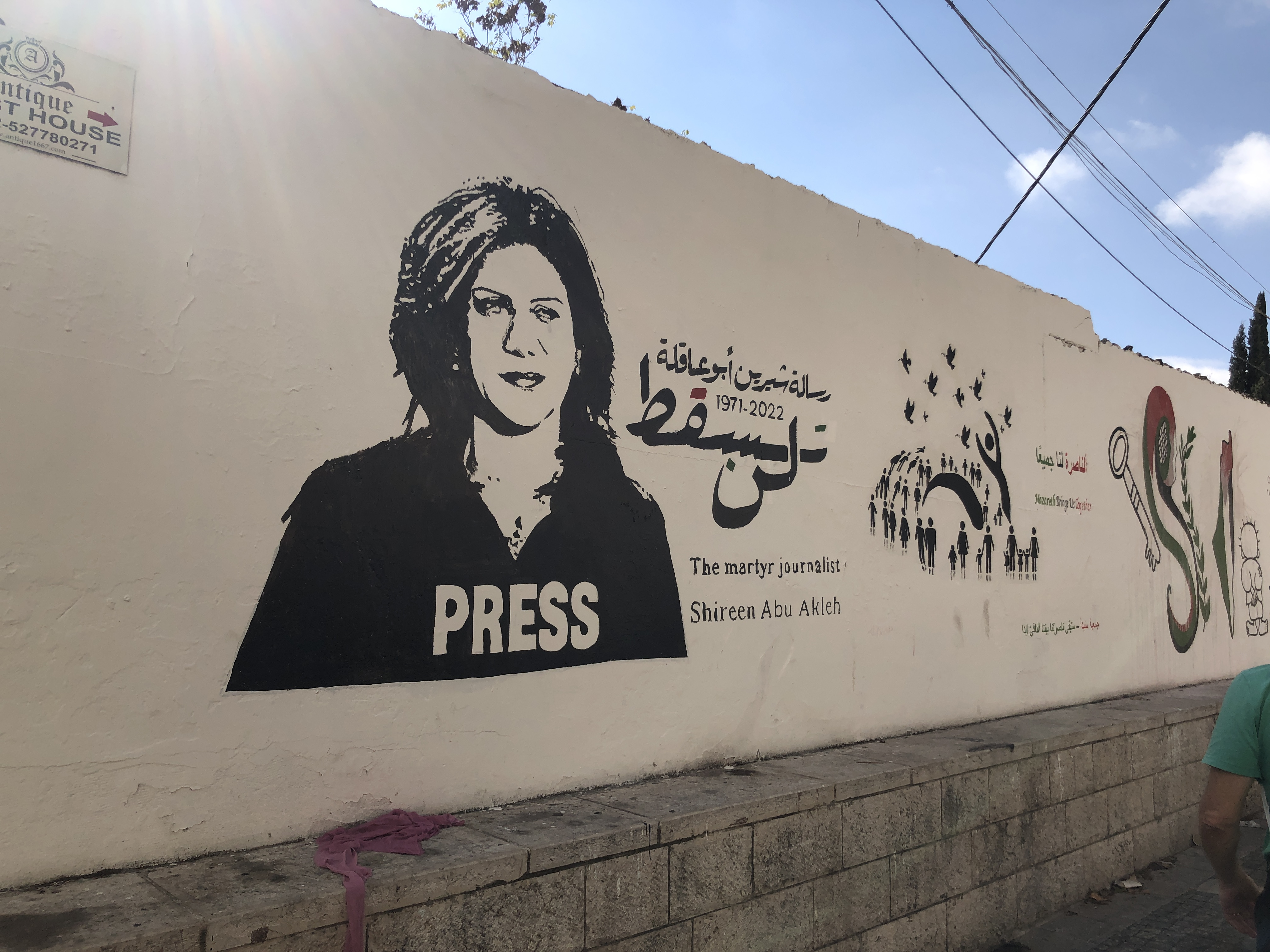
غرافيتي لمراسلة الجزيرة شيرين أبو عاقلة في الناصرة التي قتلها الجيش الإسرائيلي في 2022 وتعتبر على نطاق واسع أيقونة الصحافة الفلسطينية

تعرض الصحافيون ومشغلو الكاميرات الفلسطينيين لمخاطر متزايدة فترة الانتفاضة الثانية بين عامي 2000 و2005، بما في ذلك الإغلاقات العسكرية، ومصادرة المعدات، ومنعهم من الإبلاغ عن بعض الأحداث والمواقع، وحظر التجول، والاعتقالات. وقد وثقت لجنة حماية الصحافيين مقتل تسعة صحفيين فلسطينيين على يد الجيش الإسرائيلي بين عامي 2000 و2009، ووصفت مقتل بعضهم على أنه هجمات مستهدفة، وهو ما تنفيه إسرائيل. حظي مقتل الصحافية الفلسطينية الأمريكية ومراسلة قناة الجزيرة، شيرين أبو عاقلة، على يد الجيش الإسرائيلي في 2022، بتغطية كبيرة على مستوى العالم؛ وهي تعتبر على نطاق واسع أيقونة الصحافة الفلسطينية.
شهد عام 2023 أعداداً قياسية من الاعتقالات للصحافيين الفلسطينيين على يد الجيش الإسرائيلي في الضفة الغربية التي تحتلها إسرائيل، حيث يواجه الصحافيون خطر الاعتداء على أيدي جهات إنفاذ القانون الإسرائيلية والفلسطينية وهجمات المستوطنين الإسرائيليين. وفي الوقت نفسه، يعتبر قطاع غزة، الواقع تحت الحصار الإسرائيلي منذ 2007، أحد «الأماكن الأكثر خطورة» للعمل الصحفي، وفقاً للجنة حماية الصحافيين. قُتل عشرات الصحافيين الفلسطينيين على يد إسرائيل منذ بداية الحرب الفلسطينية الإسرائيلية، التي اندلعت في 7 أكتوبر 2023؛ وكان 70% من الصحافيين الذين قُتلوا في جميع أنحاء العالم في 2023 من الفلسطينيين. كما وقعت العديد من الوفيات بسبب الغارات الجوية الإسرائيلية.